# La decomposizione dell'angelo
La decomposizione dell'angelo (titolo orig. 天人五衰, Tennin Gosui) é un romanzo dello scrittore giapponese Yukio Mishima, il quarto e ultimo della sua tetralogia Il mare della fertilità, preceduto da Neve di primavera, A briglia sciolta  e Il tempio dell'alba. Scritto nel corso del 1969 e completato nel 1970, fu pubblicato postumo il 25 febbraio 1971, tre mesi dopo il suicidio dell'autore: la raccolta costituisce nel suo complesso la sua opera più matura e ambiziosa.

## Spiegazione del titolo
Nelle sacre scritture buddiste i Deva (天部 - tenbu) sono angeli mortali. Esistono cinque segni che preludono alla decomposizione di un angelo:
- i fiori che compongono la ghirlanda posta sul suo capo appassiscono e poi cadono;
- abbondante sudorazione dalle ascelle;
- la veste si insudicia;
- perdita dell'autocoscienza o della gioia di esistere;
- il corpo diventa fetido o cessa di essere luminoso e le palpebre incominciano a tremolare.

Il protagonista del romanzo, Tōru, la cui apparente purezza è in realtà basata sull'egoismo e su pulsioni sadiche, è la parodia di queste creature angeliche. In senso più generale Mishima vede nella decadenza del Giappone del dopoguerra un parallelo con la decomposizione degli angeli della tradizione classica.

## Contenuti
La decomposizione dell'angelo è un libro dove Mishima analizza i temi del dolore e della vecchiaia, con il decadimento che essa porta. Un altro argomento abbondantemente trattato è quello della morte, sia in generale che in senso autobiografico; in alcuni passaggi sul suicidio viene infatti prefigurata la scelta radicale che l'autore stava a quel tempo maturando.
Il manoscritto del romanzo venne completato il giorno stesso nel quale Mishima conscluse la propria vita con un pubblico seppuku.

## Trama
Il romanzo si apre nel 1970 quando Honda, il personaggio che fa da filo conduttore della tetralogia, è ormai settantaseienne. Dopo la morte della moglie Rie egli conduce una vita da pensionato benestante coltivando l'amicizia con Hisamatsu Keiko, conosciuta nel corso degli eventi narrati nel precedente romanzo. Nel corso di uno dei loro viaggi i due si imbattono in Yasunaga Tōru, un giovane nel quale ad Honda pare di riconoscere la terza reincarnazione del proprio amico di gioventù Kiyoaki. Il ragazzo, che è orfano e che per vivere svolge un lavoro di sorveglianza della navigazione marittima, viene adottato da Honda il quale gli offre una educazione ed una condizione di vita di altissimo livello. Tra i due però nasceranno una serie di problemi ed incomprensioni che sfoceranno in eventi anche drammatici.

## Edizioni italiane
- Lo specchio degli inganni, traduzione dall'inglese di Riccardo Mainardi, Milano, Bompiani, 1985, ISBN 88-452-5213-2. - Collana Tascabili n.354, Bompiani, 1994-2002, ISBN 978-88-452-5213-6.
- La decomposizione dell'angelo, trad. dal giapponese di Emanuele Ciccarella, in  Yukio Mishima, Romanzi e racconti 1962-1970, a cura di Maria Teresa Orsi, Collana I Meridiani, Milano, Mondadori, 2006, ISBN 978-88-044-9394-5.
- La decomposizione dell'angelo, traduzione di Emanuele Ciccarella, Collana UEF n.2319, Milano, Feltrinelli, febbraio 2012,  p. 241, ISBN 978-88-077-2319-3.